# Alcis nigrolineata
Alcis nigrolineata är en fjärilsart som beskrevs av Alfred Ernest Wileman och South 1917. Alcis nigrolineata ingår i släktet Alcis och familjen mätare. Inga underarter finns listade i Catalogue of Life.